# 18184 Dianepark
18184 Dianepark è un asteroide della fascia principale. Scoperto nel 2000, presenta un'orbita caratterizzata da un semiasse maggiore pari a 2,5790081 au e da un'eccentricità di 0,0701158, inclinata di 2,10984° rispetto all'eclittica.
L'asteroide è dedicato alla studentessa statunitense Diane Hyemin Park.